# お兄ちゃん、ガチャ
『お兄ちゃん、ガチャ』（おにいちゃん、ガチャ）は、2015年1月11日から3月29日まで毎週日曜日0:50 - 1:20（土曜日深夜）に、日本テレビ系で放送された日本のテレビドラマ。鈴木梨央と岸優太のW主演。また本作品の漫画化が決定し、千里みこ作画で『別冊フレンド』2015年2月号から連載された。
本作から設定を新たに立ち上げる演劇作品として、舞台『ガチャリコフェスティバル』が予定されていたが、新型コロナウイルスの影響で中止になっている。
なお本項目では日時表記を日本標準時で記載し、提出された出典内容や公式サイトで表示されている内容とは異なる。

## あらすじ
小学生の雫石ミコは、母・姉・妹・弟から家事全般を任されている、冴えない毎日を送っていた。現実逃避したいと思っていたミコはある日「お兄ちゃん、ガチャ」という謎のガチャを見つける。お兄ちゃんのいないミコが「優しいお兄ちゃんが欲しい」という思いを込めてガチャを回すと、ドSな性格のトイをはじめとする様々な性格を持つお兄ちゃんが次々と現れた。

## キャスト
トイ / 御手洗 明彦
演 - 岸優太

### 雫石家
雫石 ミコ
演 - 鈴木梨央
主人公。家族からこき使われる日常に嫌気が差し、バレエ教室に通い始める。
雫石 マコ
演 - 小山内花凜
雫石 リク
演 - 羽村仁成
雫石 カコ
演 - 三宅希空
雫石 リコ
演 - 野村麻純（幼少期：吉岡千波）
雫石 ケーゴ
演 - 喜矢武豊

### バレエ教室
蛇崩 ナツコ
演 - 木内舞留
御手洗 四葉
演 - 原涼子
少女ズ
演 - 奥野真衣、池田心雪、上村奏夢、雲野沙彩、竹山ひすい
お兄ちゃんズ
少年A - 仲田拡輝、少年B - 吉澤閑也、少年C - 梶山朝日、少年D - 原嘉孝、少年E - 目黒蓮

### GAME CENTER
レイ
演 - 宮近海斗
卜部 一郎
演 - 西原純

### ゲスト
キャスト名横の表記は出演回。「お兄ちゃんガチャ」のはずれは★、あたりはAランク（A）、Sランク（S）とそれぞれ略式で表記。複数話・単話登場の場合は演者名の横の括弧（）内に表記。
第1話
- ワッキー★ - ワッキー
- 田中★ - 田中卓志

第3話
- ニコ（B） - 松倉海斗

第4話
- セーギ（C） - 深澤辰哉

第5話
- キララ（D） - 阿部顕嵐

第6話
- メロ（M） - 秋月成美

第7話
- ロード（B） - 森田美勇人
- ジェントル（C） - 京本大我（ - 第9話、第10話、第11話）

第8話
- ネガ (G) - 松田元太

第9話
- ケンさん (?) - 岩本照

第10話
- コーナン (B) - 玉元風海人

最終話
- ？ (SS) - ジェシー

- 挿入歌 - 「お兄ちゃん、ガチャ」

## スタッフ
- 脚本 - 野島伸司
- 音楽 - 牧戸太郎
- 監督 - 大谷太郎、河合勇人
- 撮影 - 百束尚浩
- 照明 - 尾畑弘晶
- 録音- 西岡正己
- 編集 - 小野寺拓也
- 美術 - 羽賀香織
- 衣装デザイン - 遠藤良樹
- 記録 - 近藤真智子
- ヘアメイク - 合谷純子
- 振付師 - あさづきかなみ
- 助監督 - 伊野部陽平、玉澤恭平、清水優
- 音楽協力 - 平川智司
- ビジュアルデザイン - 田崎陽太
- アニメーション - ODDJOB
- 漫画 - 森ヤマジ
- アクション指導 - 中村嘉夫
- ドラム指導 - 河野直弘、針谷忠弘
- 制作 - 福士睦
- プロデューサー - 植野浩之、渡邉浩仁
- 制作プロデューサー - 森清和夫
- コンテンツプロデューサー - 室屋睦、篠田大暢
- AP - 岡宅真由美
- 企画制作 - 日本テレビ
- 企画協力 - ジャニーズ事務所
- 制作プロダクション - 日テレアックスオン
- 制作協力 - アバンズゲート
- 製作著作 - 「お兄ちゃん、ガチャ」製作委員会（D.N.ドリームパートナーズ、vap）

## 放送日程
| 各話   | 放送日  | 監督     |
| ------ | ------- | -------- |
| 第1話  | 1月11日 | 大谷太郎 |
| 第2話  | 1月18日 | 大谷太郎 |
| 第3話  | 1月25日 | 河合勇人 |
| 第4話  | 2月01日 | 河合勇人 |
| 第5話  | 2月08日 | 大谷太郎 |
| 第6話  | 2月15日 |          |
| 第7話  | 2月22日 |          |
| 第8話  | 3月01日 |          |
| 第9話  | 3月08日 |          |
| 第10話 | 3月15日 |          |
| 第11話 | 3月22日 |          |
| 第12話 | 3月29日 |          |

## ネット局
| 放送対象地域   | 放送局              | 放送期間                | 放送時間                                 | 系列           | 備考   |
| -------------- | ------------------- | ----------------------- | ---------------------------------------- | -------------- | ------ |
| 関東広域圏     | 日本テレビ（NTV）   | 2015年1月11日 - 3月29日 | 日曜日 0:50 - 1:20（土曜日深夜）         | 日本テレビ系列 | 制作局 |
| 福岡県         | 福岡放送（FBS）     | 2015年1月22日 - 4月9日  | 木曜日 2:10 - 2:40（水曜日深夜）         | 日本テレビ系列 |        |
| 中京広域圏     | 中京テレビ（CTV）   | 2015年2月5日 - 4月23日  | 木曜日 2:15 - 2:45（水曜日深夜）         | 日本テレビ系列 |        |
| 近畿広域圏     | 読売テレビ（ytv）   | 2015年2月5日 - 4月23日  | 木曜日 2:43 - 3:18（水曜日深夜）         | 日本テレビ系列 |        |
| 宮城県         | ミヤギテレビ（MMT） | 2015年2月10日 - 4月28日 | 火曜日 0:59 - 1:29（月曜日深夜）         | 日本テレビ系列 |        |
| 山梨県         | 山梨放送（YBS）     | 2015年4月1日 - 5月7日   | 水・木曜日 1:26 - 1:56（火・水曜日深夜） | 日本テレビ系列 |        |
| 鳥取県・島根県 | 日本海テレビ（NKT） | 2015年4月3日 - 6月19日  | 金曜日 1:35 - 2:05（木曜日深夜）         | 日本テレビ系列 |        |
| 富山県         | 北日本放送（KNB）   | 2015年6月27日 - 9月12日 | 土曜日 2:00 - 2:30（金曜日深夜）         | 日本テレビ系列 |        |